# Fjodor Aleksejevič Lukov
Fjodor Aleksejevič Lukov (rusko Фёдор Алексеевич Луков), ruski general, * 1761, † 1813.
Bil je eden izmed pomembnejših generalov, ki so se borili med Napoleonovo invazijo na Rusijo; posledično je bil njegov portret dodan v Vojaško galerijo Zimskega dvorca.

## Življenje
5. septembra 1775 je kot vojak vstopil v Sevski pehotni polk, kjer je imel položaj uradnika, voznika, vodnika in nadzornika. 23. aprila 1793 je bil povišan v poročnika. Udeležil se je bojev proti Poljakom (1783-84, 1793-94), italijansko-švicarske kampanje (1799), bojev proti Francozom (1807), proti Švedom (1808-09),...
2. februarja 1810 je bil imenovan za poveljnika Sevskega mušketirskega polka; slednji je bil 22. februarja 1811 preoblikovan v pehotni polk. 30. avgusta 1811 je bil povišan v polkovnika. 
27. maja 1813 je bil povišan v generalporočnika; istega leta je postal poveljnik 5. pehotne divizije. 
Ubit je bil med bitko za Dresden.